# Leptogium platynum
Leptogium platynum är en lavart som först beskrevs av Edward Tuckerman, och fick sitt nu gällande namn av Herre. Leptogium platynum ingår i släktet Leptogium och familjen Collemataceae.   Inga underarter finns listade i Catalogue of Life.